# Nepen
Nepen is een bestuurslaag in het regentschap Boyolali van de provincie Midden-Java, Indonesië. Nepen telt 2260 inwoners (volkstelling 2010).